# Flora Sicula (Presl)
Flora Sicula (Presl) (abreviado Fl. Sicul. (Presl)) es un libro con ilustraciones y descripciones botánicas que fue escrito por el botánico, profesor de Bohemia Karel Bořivoj Presl y publicado en el año 1826 con el nombre de Flora sicula, exhibens plantas vasculosas in Sicilia….